# Agwa Okuot Obiech
Agwa Okuot Obiech (Midsund, 1º marzo 1996) è un calciatore norvegese naturalizzato sudsudanese, attaccante del Brattvåg.

## Carriera

### Club
Okuot Obiech è cresciuto nelle giovanili del Midsund, compagine per cui ha poi esordito in prima squadra, in 4. divisjon. Successivamente, è stato tesserato dal Molde, che lo ha inserito nelle proprie compagini giovanili.
In vista della stagione 2016, Okuot Obiech è passato al Træff, in 3. divisjon. Ha esordito in squadra in data 30 aprile, nella vittoria per 4-2 arrivata sul Clausenengen. Il 28 maggio seguente ha trovato il primo gol con questa casacca, nel pareggio interno per 1-1 contro lo Stryn.
A luglio 2016 è passato all'Ullern, in 2. divisjon. Il 9 luglio ha debuttato con la nuova maglia, schierato titolare nel successo per 0-1 sul campo del Follo. Il 7 agosto seguente ha realizzato la prima rete, nella sconfitta per 2-3 patita in casa contro l'Oppsal. Al termine di quella stessa annata, l'Ullern è retrocesso in 3. divisjon, ma Okuot Obiech è rimasto in squadra.
Nell'estate 2017, il giocatore è approdato al Byåsen. Il 12 agosto ha esordito in squadra, nella partita persa per 0-1 contro il Nardo. Il 27 agosto ha siglato il primo gol, nel pareggio per 1-1 contro l'Egersund.
Per la stagione 2020, Okuot Obiech si è accordato con il Moss, sempre in 2. divisjon. Ha debuttato l'11 luglio 2020, trovando anche una rete nella partita persa per 2-1 in casa dell'Hødd.
Il 6 ottobre 2020 si è trasferito al Brattvåg, con un contratto valido fino al termine della stagione. Ha giocato la prima partita il 25 ottobre, schierato titolare nella sconfitta per 6-0 maturata sul campo del Fredrikstad. Il 18 febbraio 2021 ha prolungato l'accordo con il club per un'ulteriore stagione. Il 3 luglio seguente ha realizzato il primo gol con questa maglia, nella sconfitta per 5-4 in casa del Kongsvinger. L'11 novembre 2021 ha rinnovato l'accordo con il Brattvåg per la stagione seguente.
Il 1º aprile 2023 è stato ufficializzato un'ulteriore rinnovo di Okuot Obiech, per tutta l'annata. Il 2 aprile 2024 ha firmato un accordo anche per quella stagione.

### Nazionale
Okuot Obiech ha esordito per il Sudan del Sud il 27 marzo 2023, in una sfida valida per le qualificazioni alla Coppa delle nazioni africane: è stato titolare nella sconfitta per 0-1 subita contro la Repubblica del Congo.